# Medalla Oskar Klein
El premio Oskar Klein Memorial Lecture de la Universidad de Estocolmo es un galardón dedicado a la memoria del físico sueco Oskar Klein (1894-1977), es entregado anualmente desde 1988 por un destacado físico que también recibe la Medalla Oskar Klein. El acuerdo está patrocinado por la Universidad y el Comité del Premio Nobel de la Real Academia Sueca de Ciencias.

## Lista de los galardonados con la Medalla
- 1988 - Chen Ning Yang
- 1989 - Steven Weinberg
- 1990 - Hans Bethe
- 1991 - Alan Guth
- 1992 - John A. Wheeler
- 1993 - Tsung-Dao Lee
- 1994 - El Simposio Centenario Oskar Klein , 19-21 de septiembre de 1994
- 1995 - Nathan Seiberg
- 1996 - Alexander Polyakov
- 1997 - P. J. E. Peebles
- 1998 - Edward Witten
- 1999 - Gerard 't Hooft
- 2000 - David Gross
- 2001 - Andrei Linde
- 2002 - Martin Rees
- 2003 - Stephen Hawking
- 2004 - Pierre Ramond
- 2005 - Yoichiro Nambu
- 2006 - Viatcheslav Mukhanov
- 2007 - Gabriele Veneziano
- 2008 - Helen Quinn
- 2009 - Peter Higgs
- 2010 - Alexei A. Starobinsky
- 2011 - Joseph Silk
- 2012 - Juan Maldacena
- 2013 - Frank Wilczek
- 2014 - Andrew Strominger
- 2015 - Rashid Sunyaev

- 2016 - Kip Thorne

- 2017 - Sheldon Glashow

- 2018 - Leonard Susskind

- 2019 - Lisa Randall